# マダガスカルヘビワシ
マダガスカルヘビワシ (Eutriorchis astur) は、鳥綱タカ目タカ科マダガスカルヘビワシ属に分類される鳥類。本種のみでマダガスカルヘビワシ属を構成する。

## 分布
マダガスカル東部（MarojejyからZahamenaにかけて）

## 形態
全長66センチメートル。上面は濃褐色。下面は白く、黒褐色の縞模様が入る。尾羽は長い。尾羽は灰黒色で、数本の黒い帯模様が入る。
虹彩は黄色。嘴は黒い。後肢は短く、色彩は黄色。
幼鳥は頭部や背・肩の羽毛の外縁（羽縁）が淡色。

## 生態
原生林に生息する。
トカゲ類やヘビ類を食べる。胃の内容物からカメレオン類が発見された例もある。

## 人間との関係
以前考えられていたよりも分布は広いと考えられ、1995年以降は新しい分布域が発見されている。一方で森林伐採や焼畑農業による生息地の破壊により生息数は減少し、管理されていない森林火災や違法な採掘による影響も懸念されている。1930年以降は確実な記録がなく絶滅したと考えられていたが、1988年に2羽が再発見された。世界自然保護基金とハヤブサ基金による本種の現状や詳細に関して調査を行うなどの保護計画が進められている。分布域はいくつかの国立公園や自然保護区に指定・設定されており、Masoala国立公園では1999年の報告では9地点で16羽以上がいると推定されている。1979年に旧タカ目Falconiformes単位で、ワシントン条約附属書IIに掲載されている。